# Агуатека

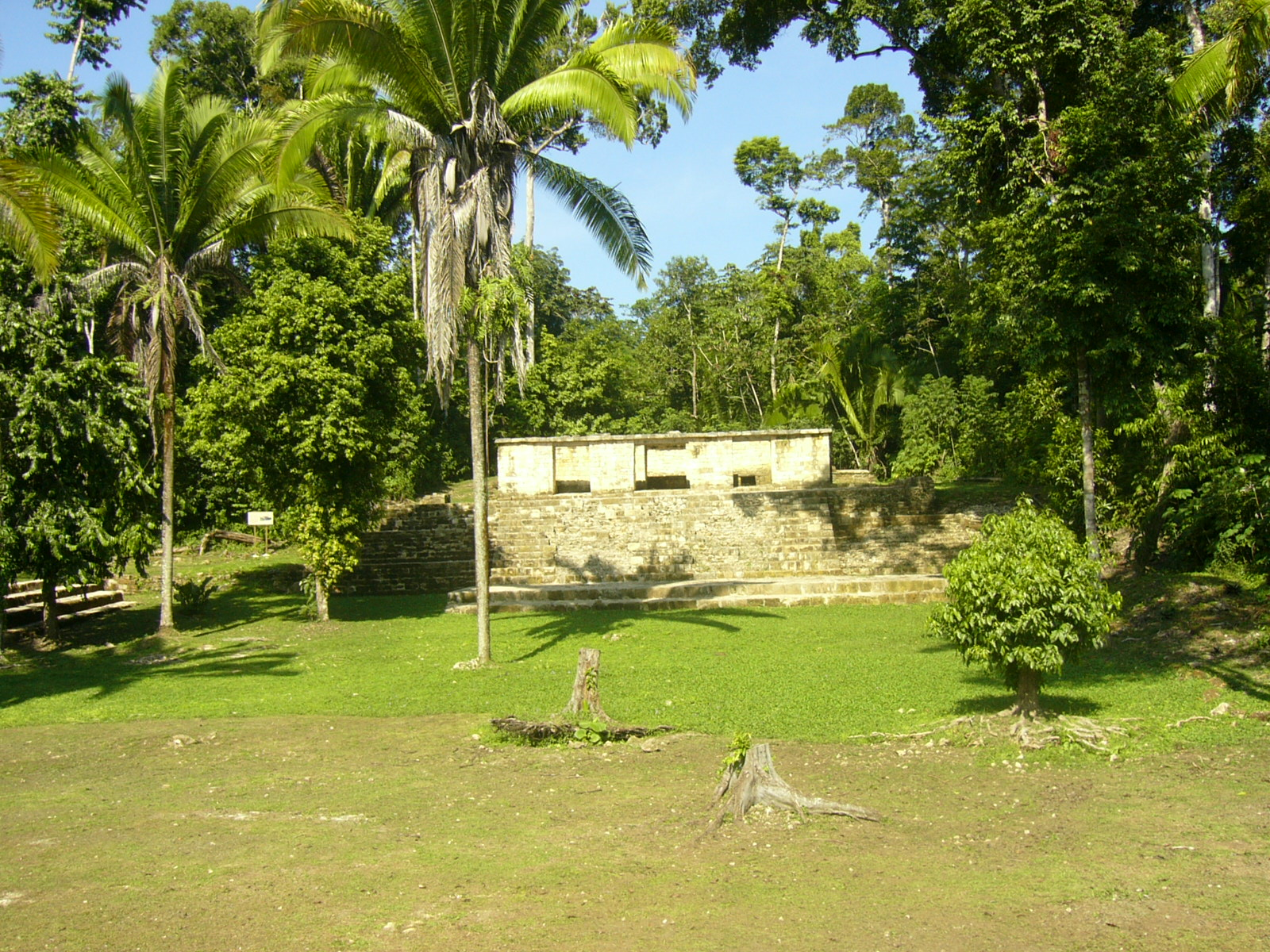
Царский дворец

Агуатека, Aguateca — руины города цивилизации майя на территории современного департамента Эль-Петен на юге лагуны Петешбатун в Гватемале.
Первые поселения в Агуатеке возникли около 250 г. н. э. Около 700 г., наряду с городом Дос-Пилас, Агуатека стала одной из двух столиц. Население Агуатеки в тот период составляло несколько тысяч человек.
Около 830 г. из-за вражеских набегов последний из правителей династии по имени Тан-Те-Кинич укрылся в стратегически удобной Агуатеке со своей семьёй и знатью. После захвата города врагами царь бежал, и знать также покинула город.
Руины были открыты в 1957 году и относятся к одним из наиболее хорошо сохранившихся доколумбовых памятников в Гватемале.

## Известные правители
- Учан-Кан-Балам (Ucha'an K'an B'alam) (VIII в.)
- Тан-Те-Кинич (Tan Te' Kinich), сын Учан-Кан-Балама (ок. 770 – 802)

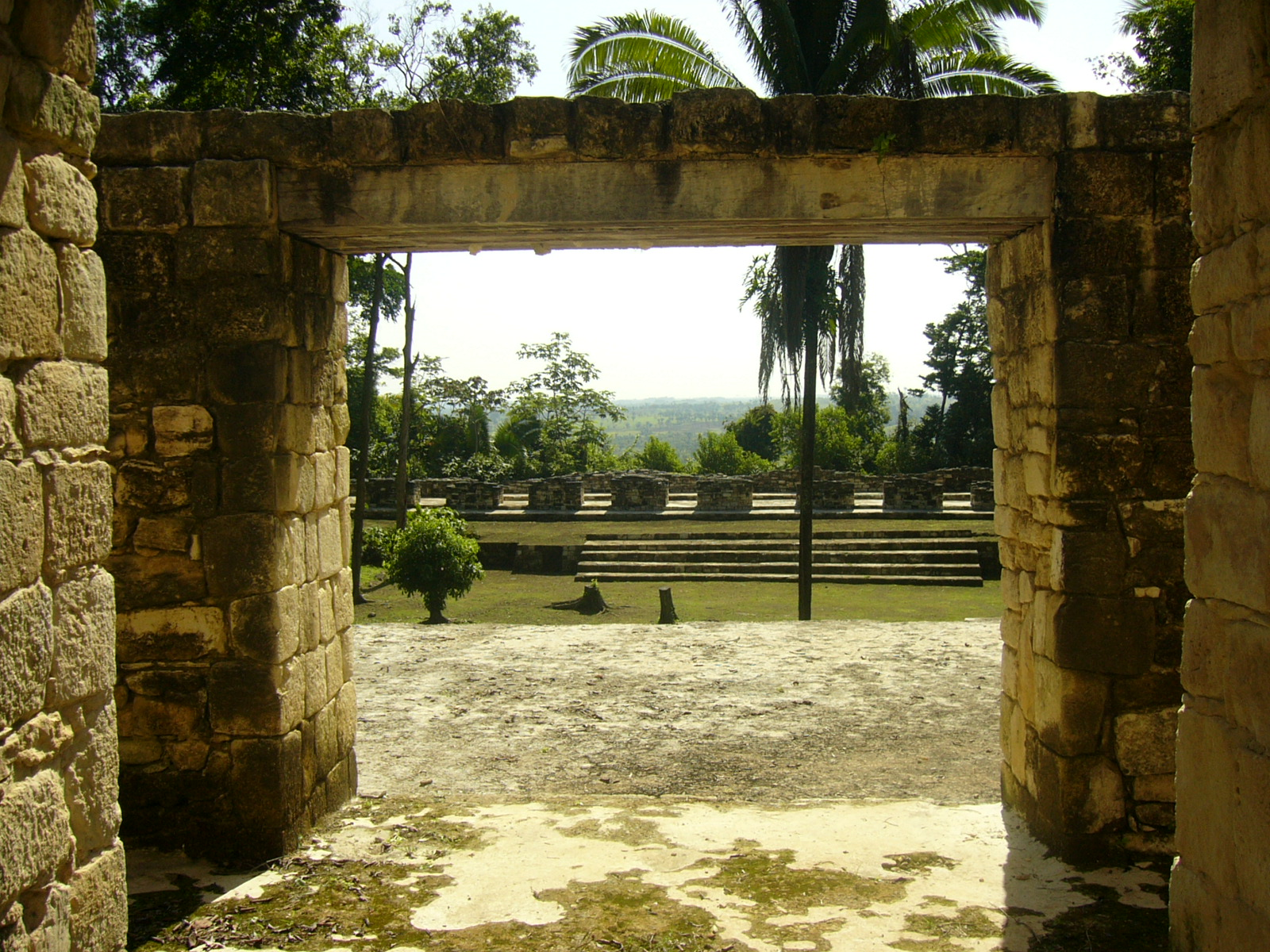
Дворец и Площадь II в Агуатеке